# Tiffany (Child's Play)
Tiffany Valentine Ray (ook gekend als "The Bride of Chucky") is een moordzuchtige pop die in de Child's Play-serie van horrorfilms speelt. Deze serie van films is bekend door zijn moordzuchtig hoofdpersonage Chucky.
Tiffany's personage werd gespeeld en ingesproken door de Oscar-genomineerde Jennifer Tilly in Bride of Chucky, Seed of Chucky, Curse of Chucky en Cult of Chucky. Jennifer Tilly speelt eveneens zichzelf in Seed of Chucky en "Bride of Chucky".

## Biografie
Tiffany is een tamelijk sadistische seriemoordenaar. Ze kleedt zich volgens de Gothic-kledingstijl. Tiffany was een lange tijd het vriendinnetje van Chucky en heeft diep van binnen het verlangen om zich te settelen. Ze houdt erg veel van Chucky, en Chucky op het ene moment ook erg veel van haar maar het andere moment wil hij haar juist vermoorden. Vanaf het moment dat Chucky overleed, ging ze op zoek naar de pop, die was bezeten door zijn ziel. Ze bracht Chucky in Bride of Chucky weer tot leven nadat ze een dure ring had gevonden. Ze verwachtte toen van Chucky dat hij haar ten huwelijk zou vragen maar toen bleek dat hij enkel de ring had gestolen voor zijn waarde, sloot Tiffany hem op in een box. Toen hij daaruit ontsnapte, besloot Chucky wraak te nemen en haar ziel op te sluiten in een pop. Die had hij eerder van Tiffany gekregen als speelmaatje voor in de box. 
Chucky en Tiffany krijgen samen een kind, Glen, waarvan Tiffany bevalt op het einde van Bride of Chucky. Hiermee start het verhaal voor het vervolg Seed of Chucky. Omdat Tiffany stierf na de bevalling door toedoen van Chucky, heeft Glen zijn ouders niet leren kennen. Hij groeide op bij een amateuristische buikspreker die hem Shitface noemde. Ondertussen werden nieuwe poppen gemaakt van Tiffany en Chucky voor de film "Chucky goes Psycho". Hiervan zag Glen op tv een interview en hij herkende Chucky als zijn vader. Net als Glen zelf had Chucky een kenmerk op zijn pols. Hierdoor besluit Glen weg te lopen richting Hollywood, op zoek naar zijn ouders. Daar aangekomen leest hij de tekst op de voodoo-amulet van zijn vader, waardoor de poppen van Tiffany en Chucky weer tot leven worden gewekt. Op deze wijze komen Tiffany en Chucky voor het eerst oog in oog met hun kind. Glen werd geboren zonder geslachtskenmerken, wat de reden is dat Tiffany hem Glenda noemt. Chucky vindt echter dat hij een jongen is die naar eigen zeggen "nog niet ingedaald is".
Met de wetenschap nu een ouder te zijn, wil Tiffany niets anders meer dan settelen. Ze gaat op zoek naar lichamen om te bezitten zodat ze als een gewoon gezin kunnen voortleven. Ze komt uit op Jennifer Tilly en Redman, wat Chucky ook een goed idee vindt. Om een lichaam te creëren voor Glen besluiten ze Jennifer te insemineren met sperma van Chucky, en zo een snelle voodoo-zwangerschap in werking te zetten. Wanneer Jennifer erachter komt zwanger te zijn, vertelt ze dit aan Redman tijdens een etentje bij haar thuis. Hij geeft echter aan gesteriliseerd te zijn en dus de vader niet kan zijn. Ook ontneemt hij haar de rol van Maagd Maria - die hij haar eerder had toegekend - omdat ondanks dat de personage zwanger was, ze niet langer meer geschikt was voor de rol volgens Redman. Hierom raakte Tiffany enorm boos, en besloot ze Redman te vermoorden. Hierdoor heeft Chucky geen lichaam meer om over te nemen en dus besluiten ze een ander slachtoffer te zoeken, wat uiteindelijk de chauffeur van Jennifer, Stan, wordt. Tijdens de bevalling van Jennifer bedenkt Chucky zich en besluit hij dat hij liever een pop blijft. Hierom krijgen Tiffany en Chucky ruzie, en Tiffany besluit Glen mee te nemen en weg te gaan. Ze achtervolgen Jennifer naar het ziekenhuis waar ze uiteindelijk bevalt van twee kinderen, een jongen en een meisje. Tiffany drogeert daarna Jennifer en gebruikt het amulet van Chucky om de zielen van zichzelf en Glen over te plaatsen. Precies op dat moment komt Chucky binnen met een bijl en vermoordt Tiffany precies op hetzelfde moment. De transfer van zielen is echter geslaagd en Tiffany leeft nu verder als Jennifer Tilly.

## Films met Tiffany
- Bride of Chucky (1998)
- Seed of Chucky (2004)
- Curse of Chucky (2013)
- Cult of Chucky (2017)

### Televisie
- Chucky (2021-heden)